# Éditions du Monde libertaire
 (novembre 2020).
Les Éditions du Monde Libertaire sont une maison d'édition indépendante et militante de type associatif directement liée à la Fédération anarchiste.

## Présentation
Les Éditions du Monde libertaire sont les éditions fédérales de la Fédération anarchiste. L’objectif est de diffuser les idées anarchistes et des outils militants au plus grand nombre. Par conséquent les prix des ouvrages sont choisis pour être le plus accessible possible.

### Fonctionnement
Les éditions fonctionnent de manière autonome avec une équipe de militants et militantes qui s’en occupent. Une personne est mandatée en congrès fédéral. Elle s’entoure des personnes de son choix pour gérer au quotidien les éditions. Cette équipe est en relation étroite pour faire le point sur les projets en cours, les thèmes à aborder, la diffusion des éditions, la présence sur les salons, la trésorerie… mais c’est la personne mandatée qui est responsable des éditions devant le congrès. L’équipe est bénévole, et les bénéfices des ventes sont intégralement investis dans la réalisation de futures productions.
Au quotidien, l’équipe gère les projets, la mise en page d’ouvrages, la trésorerie, le suivi des projets, le service de presse. Des textes sont proposés spontanément ou bien des contributions sont sollicitées sur des thèmes précis.
Les tirages sont de 1 000 à 1 300 exemplaires.
La diffusion des ouvrages se fait par trois voies différentes et complémentaires :
- La librairie Publico, 145 rue Amelot, 75011 Paris
- Les ventes directes par les éditions ou les ventes militantes réalisées par les groupes de la Fédération anarchiste qui tiennent des tables de presse lors de salons du livre ou autres manifestations.
- Un diffuseur, pour être présent dans le grand public.

## Publications (sélection)
- Maurice Joyeux, Sous les plis du drapeau noir et Souvenirs d'un anarchiste, mémoires, 1988
- Philippe Blandin, Eugène Dieudonné, Paris, Editions Alternative libertaire, mai 2001, 64 p. (ISBN 2-903013-75-6)
- Roland Bosdeveix, Maurice Joyeux, Paris, Éd. du "Monde libertaire", octobre 2006, 104 p. (ISBN 2-903013-94-2)
- Patrick Schindler, Vie et combat de Margarethe Faas-Hardegger : Anarchiste, syndicaliste & féministe suissesse romande, au début du XXe siècle., Paris, octobre 2007, 100 p. (ISBN 978-2-915514-07-0)
- Madeleine Laude, Une femme affranchie : Gabrielle Petit, l'indomptable, Paris, les Éd. du Monde libertaire, avril 2011, 200 p. (ISBN 978-2-915514-40-7)
- Guillaume Goutte, Lucia Sanchez Saornil : poétesse, anarchiste et féministe, Paris, Éd. du Monde libertaire, mai 2011, 65 p. (ISBN 978-2-915514-43-8)
- Hugues Lenoir, Précis d'éducation libertaire, Paris, Éditions du "Monde libertaire", mai 2011, 126 p. (ISBN 978-2-915514-44-5)
- Patrick Schindler, L'anarchiste inachevé : Arthur Rimbaud (1854-1891), Paris, Éd. du Monde libertaire, mai 2011, 214 p. (ISBN 978-2-915514-41-4)
- Frank Mintz, René Berthier, Maurizio Antonioli, Gaetano Manfredonia, Jean-Christophe Angaut, Philippe Pelletier, Philippe Corcuff, Actualité de Bakounine 1814-2014, 2014  (ISBN 9782915514568)
- Rudolf Rocker, Max Nettlau - Une mémoire anarchiste, 2015, 360 p.
- René Berthier, Kropotkine et la Grande Guerre - Les anarchistes, la CGT et la social-démocratie face à la guerre[3], 2015